# Rose Bud (Arkansas)
Rose Bud est un village situé dans l’État américain de l'Arkansas, dans le comté de White.

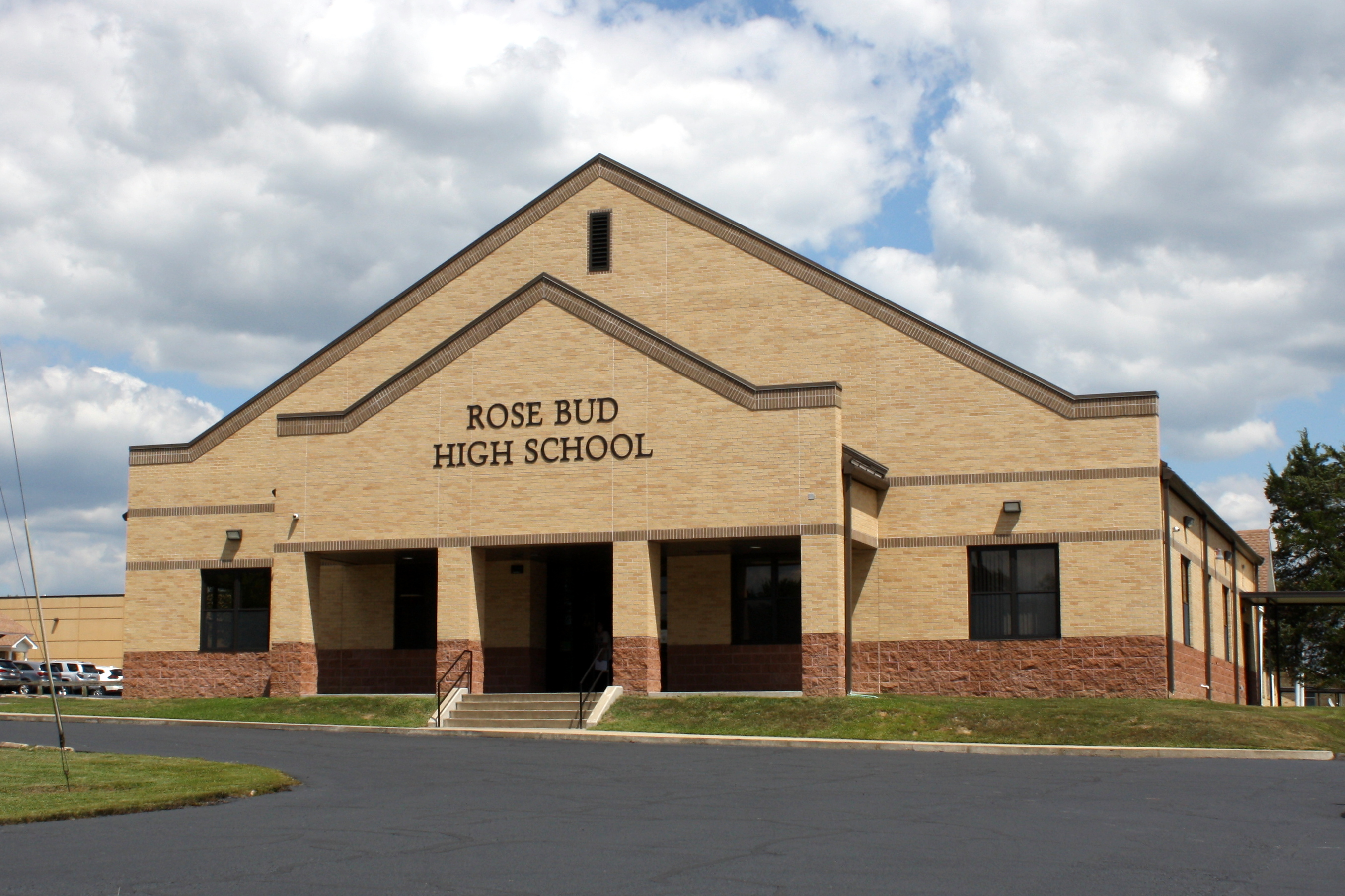
Lycée Rose Bud

## Personnalités
- Nicky Daniel Bacon (1945-2010), soldat américain de la guerre du Viêt Nam, est mort à Rose Bud.